# Stipagrostis lanata
Stipagrostis lanata är en gräsart som först beskrevs av Peter Forsskål, och fick sitt nu gällande namn av De Winter. Stipagrostis lanata ingår i släktet Stipagrostis och familjen gräs. Inga underarter finns listade i Catalogue of Life.